# Петровская башня
Петро́вская башня (также Угре́шская или Третья Безымянная) — глухая башня южной стены Московского Кремля. Расположена напротив Москвы-реки рядом с Беклемишевской башней. Названия «Угрешская» и «Петровская» получила по одноимённому монастырскому подворью и церкви митрополита Петра. Была построена в 1480-х годах и с тех пор несколько раз разрушалась и восстанавливалась: в период польской интервенции в 1612 году башня была уничтожена и восстановлена после окончания Смуты, в 1676—1686 годах на башне надстроили каменный шатёр, а в 1771-м Петровскую башню разобрали для строительства нового кремлёвского дворца и вновь реконструировали к 1793 году. Во время войны с Наполеоном многие кремлёвские постройки были взорваны французскими войсками, в их числе была Петровская башня. В 1818-м её восстановили по историческим чертежам под руководством архитектора Осипа Бове.

## История

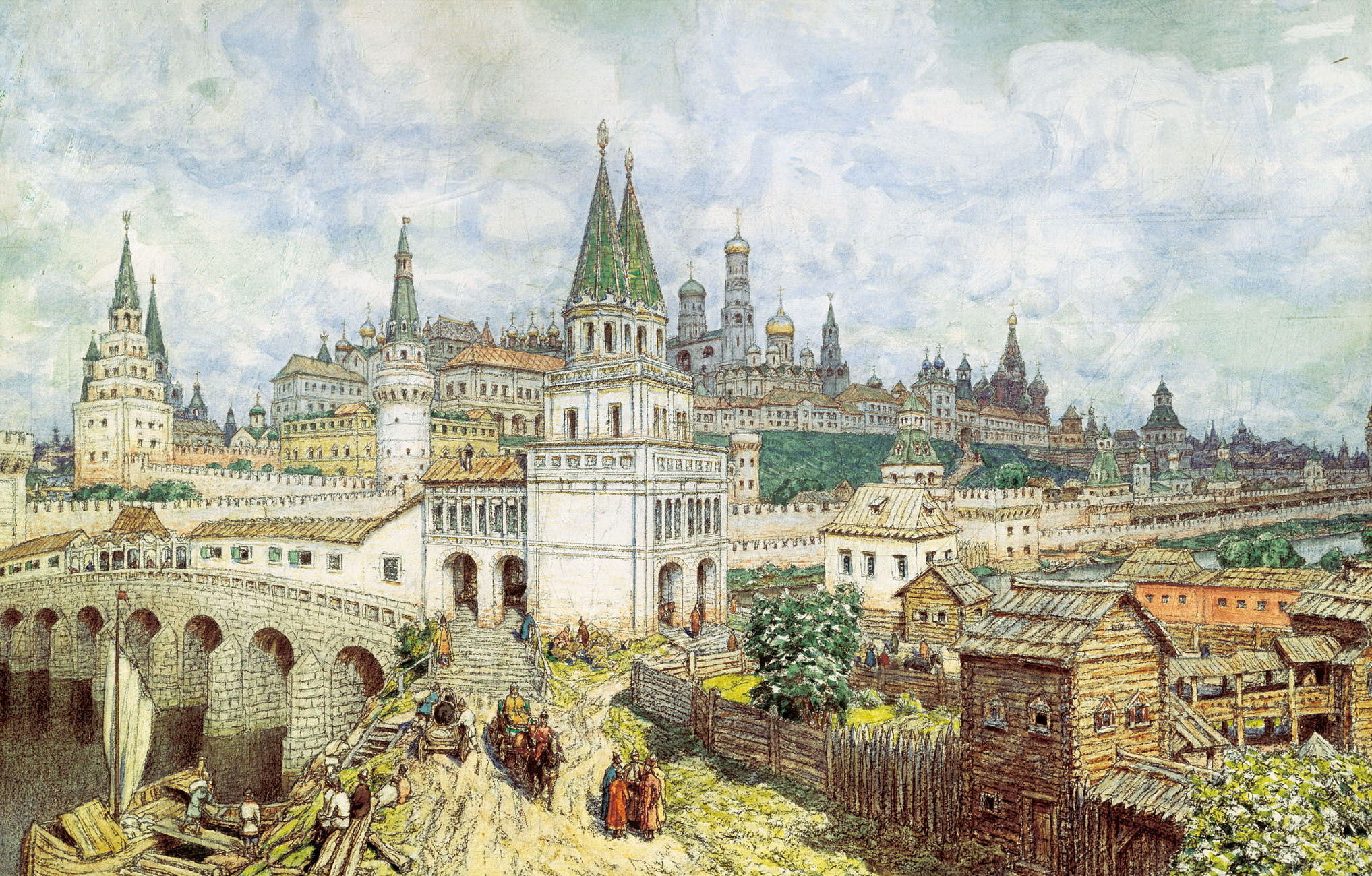
Всехсвятский мост и Московский Кремль в конце XVII века. Реконструкция Аполлинария Васнецова XX века

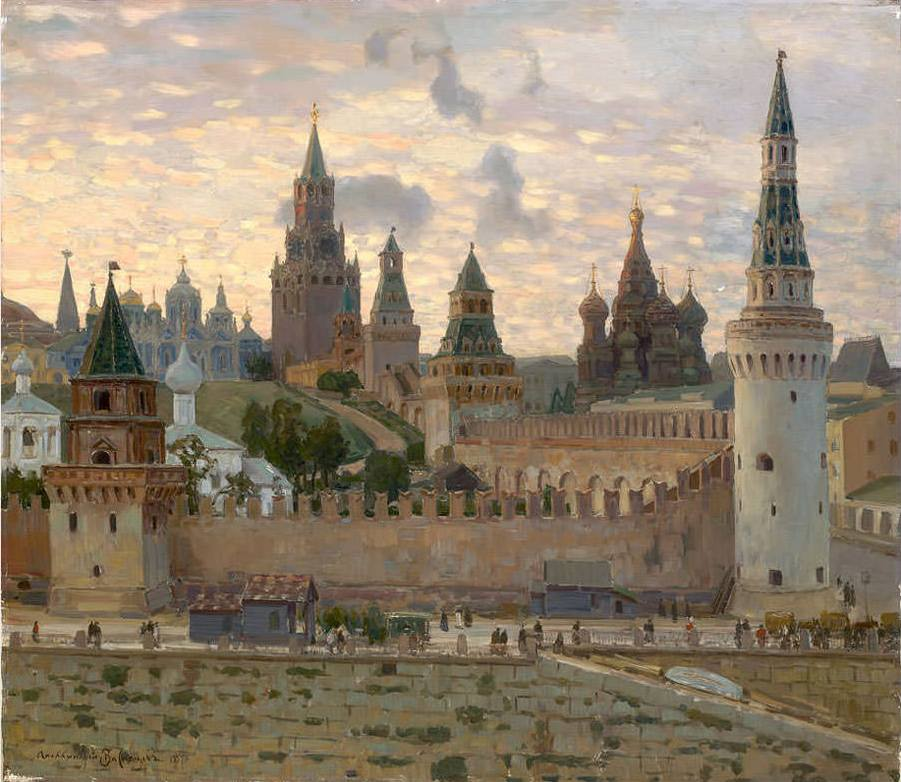
Московский Кремль на картине Аполлинария Васнецова, 1897

### Первоначальная башня

#### Строительство
К концу XV века белокаменные оборонительные сооружения Кремля обветшали, и по приказу Ивана III их начали перестраивать в кирпич. В 1480-х годах шло строительство южной стороны крепости — самой важной для обороны. Исследователи предполагают, что Петровская (её тогда называли — Третья Безымянная) башня могла быть построена в 1485—1487 годах, однако точных данных не сохранилось. Согласно археологическим данным, южная стена конца XV века была построена на оборонительных укреплениях белокаменного Кремля, соответственно, Петровская башня заложена на более раннем фундаменте. Крепостная стена вдоль Москвы-реки была уязвимой для нападения, потому расстояние между Беклемишевской и Третьей Безымянной башнями сделали короче, чем между прочими.
Вскоре после окончания каменного строительства на башне был надстроен деревянный шатёр таким образом, что её верхний объём стал шире и нависал над нижним[что?]. Башня была также оборудована машикулями, зубцами и крепостной артиллерией. Со внутренней стороны находился проход на кремлёвские стены.

#### Модернизация
В период польской интервенции в 1612 году башня была разрушена пушечными выстрелами. Вскоре после окончания Смутного времени крепостные сооружения восстановили. Во второй половине XVII века в башне располагалась церковь митрополита Петра кремлёвского подворья Угрешского монастыря. Церковь дала Третьей Безымянной башне её нынешнее название. О храме и состоянии башни свидетельствует «Опись ветхостей» 1667 года:
От той Свирловы (Беклемишевской) башни первая глухая башня, в которой церковь Петра Митрополита: в ней своды крепки и кровля на ней есть. От той же церковной службы в глухой башне, внизу, промыло водою, и решетка запускная железная на ручке, и подле решетки людем пролазъ.
К 1680-м годам крепостные сооружения Кремля перестали выполнять оборонительные функции, многие башни были перестроены и украшены декоративными каменными шатрами. В 1676—1686 годах на основном объёме Петровской башни надстроили два новых четверика и невысокий восьмигранный шатёр, увенчанный позолоченным флюгером. Форма покрытого черепицей шатра отличает сооружение от других крепостных башен. Новые четверики получили особое украшение: в обрамления окон и по углам объёмов были введены полуколонки. У нижней надстройки выполнена полуциркульная дверь с фронтоном, над которым оставлено место для образа. Фасад верхнего четырёхгранного яруса разделён полуколоннами на три части, в каждой из которых находится окно. Утратившие боевое значение машикули заложили изнутри.

#### Использование
В начале XVIII века Пётр I повелел осмотреть и обмерить кремлёвские крепостные сооружения. Опись 1701 года свидетельствует о наличии в Петровской башне погреба с каменной лестницей и двух каменных «палаток». Исследователи предполагают, что погреб использовался для хранения пороха, а «палатки» были помещениями для охраны. Сохранились данные, что башню использовали для хозяйственных нужд кремлёвские садовники.
В разгар Северной войны в 1707 году кремлёвские стены временно обрели оборонительные функции. Наряду с другими сооружениями, Петровскую башню переоборудовали на случай нападения шведских войск. Под южной стеной крепости, со стороны Москвы-реки, устроили бастионы и земляные валы, а бойницы башни расширили под более мощные пушки. После окончания войны земляные насыпи не срыли, и оставались заброшенными до XIX века.

### Современная башня

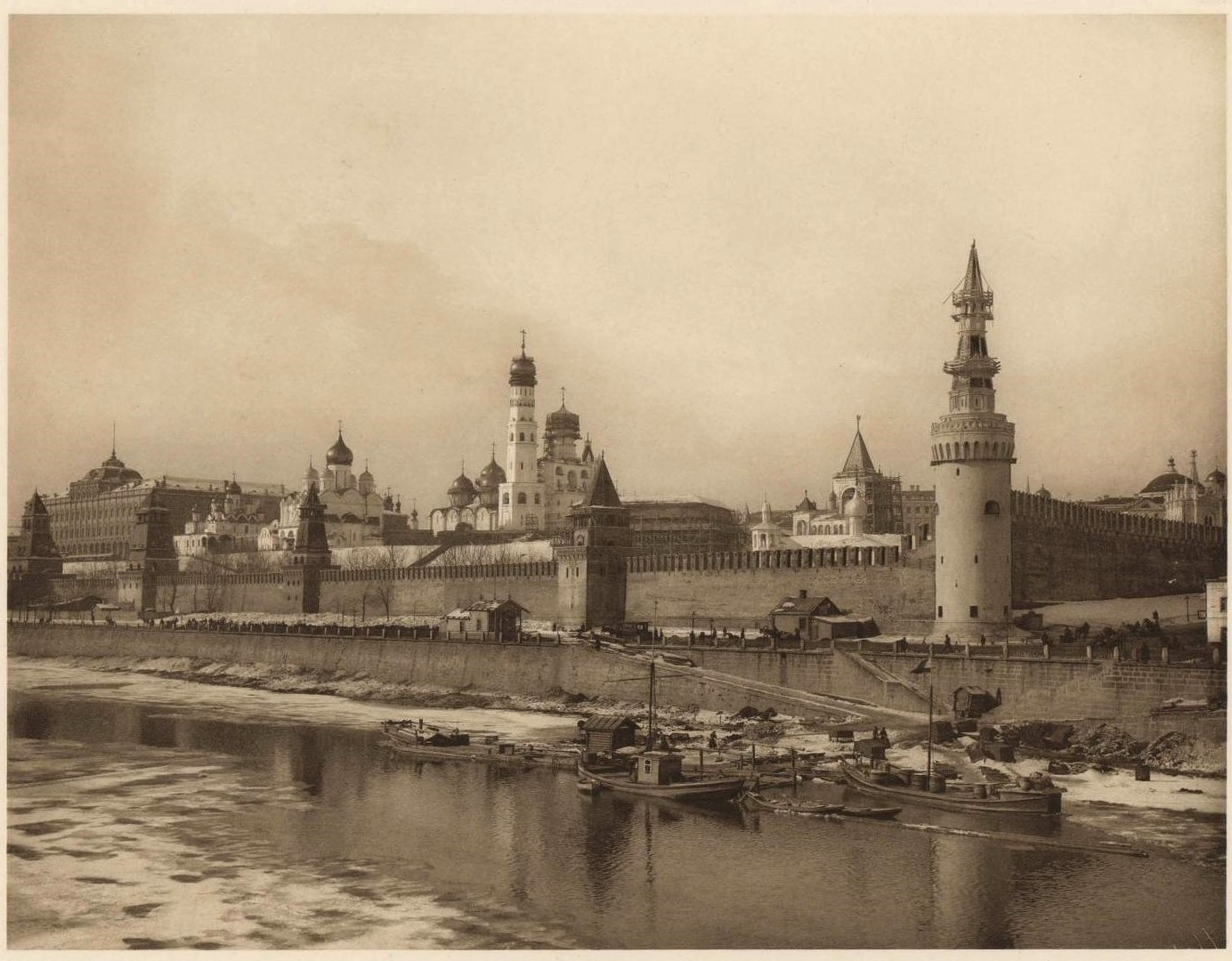
Вид на башни с Москворецкого моста, 1896 год

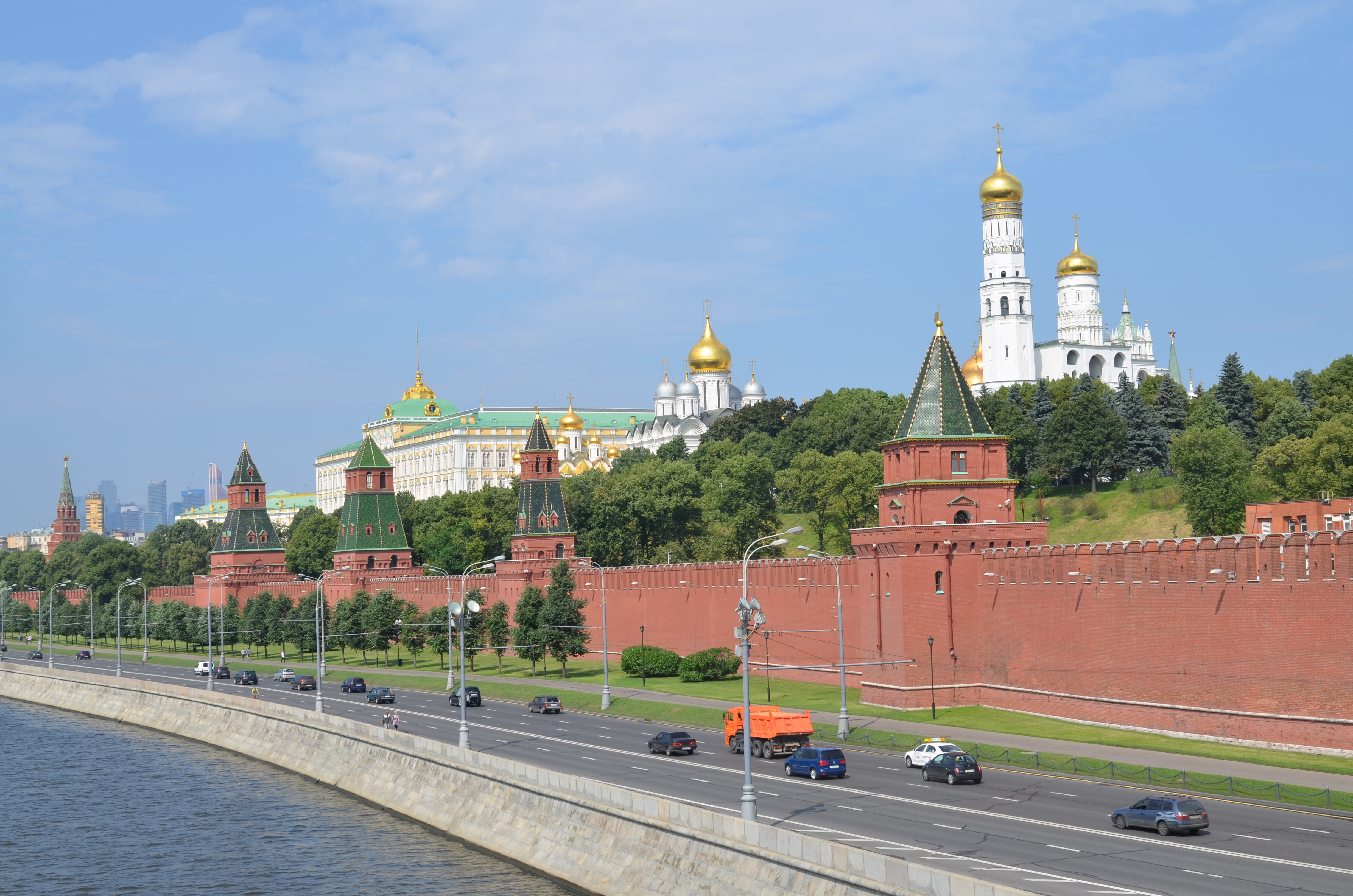
Вид на Петровскую башню с реки, 2013

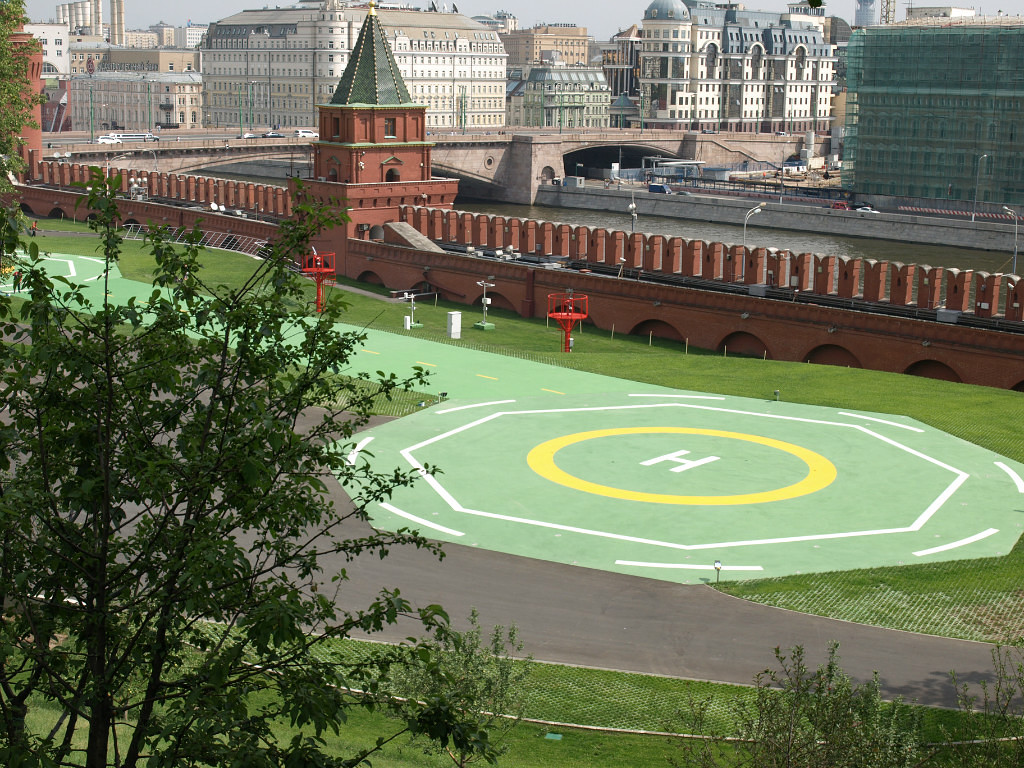
Вид на Петровскую башню из Кремля, 2013

В начале 1770-х годов проектировалось строительство Большого Кремлёвского дворца, и часть исторических построек решено было убрать. Архитектор Василий Баженов выполнил обмерные чертежи, предназначавшиеся для сноса башен и прясел. В 1770—1771 годах разобрали Петровскую башню с частью южной стены, разрушили подворье Угрешского монастыря. Однако в 1773 году строительство дворца остановили, проект так и не был реализован, одной из причин стала неустойчивость почв около Москвы-реки. Спустя десять лет Петровскую башню отстроили по обмерным чертежам Баженова. Монастырское подворье с церковью митрополита Петра восстановлено не было, и башню стали вновь иногда именовать Третьей Безымянной.
В начале правления императора Александра I в Кремле проводили ремонт, реставрировали башни и стены. В 1805—1807 годах на Петровской башне обновили кирпичную кладку и облицовку фасадов, а шатёр выложили новой глазурированной черепицей.
Во время Отечественной войны 1812 года Кремль существенно пострадал. Петровская башня и ряд других крепостных сооружений были разрушены до основания французскими войсками. Все разрушения были зафиксированы в чертежах и записях архитектора Ивана Еготова. Начавшиеся после войны восстановительные работы продолжались около 20 лет при участии лучших зодчих Москвы. В 1818 году под руководством архитектора Осипа Бове восстановлена в последний раз и с тех пор её облик не менялся. После перестройки высота башни составляет 27,15 м. Нижний четверик завершается ложными машикулями, верхние обрамлены карнизами и полуколонками на углах. Объём завершается восьмигранным пирамидальным шатром. В то же время бастионы и земляные валы петровского времени под южной стеной Кремля были убраны, и вдоль Москвы-реки обустроили набережную и бульвар.
В 1861 году в Петровской башне вновь проводилась реставрация при участии архитектора Петра Герасимова. В результате ремонта были перелицованы машикули и парапет, на обходной площадке обновили лещадь, а шатёр покрыли новой черепицей Спустя 21 год у башни исправили цоколь из белого камня, провели ремонт обвалившейся кирпичной кладки. В конце XIX века у башни со стороны Москвы-реки по-прежнему пролегали бульвар и набережная, а на территории Кремля располагался Дровяной двор Большого дворца.
В советский период состояние Петровской башни было изучено в 1923 году. Год спустя была проведена реставрация башни под руководством архитектора Константина Аполлонова. В 1973—1981 годах в Кремле также велись ремонтные работы, в ходе которых восстановили белокаменный декор Петровской башни.
Изнутри к башне примыкает вертолётная площадка Московского Кремля, граничащая с Тайницким садом.

## Список литературы
1. Бартенев С. П. Исторический очерк Кремлёвских укреплений // Московский Кремль в старину и теперь. — М., 1912. — С. 190—197. — 259 с.
2. Викторов А. Е. Опись ветхостей в башнях и стенах Московского Кремля, Китая города и Белого города 1667 года. — М., 1877.
3. Воротникова И. А., Неделин В. М. Кремли, крепости и укрепленные монастыри русского государства XV-XVII веков. Крепости Центральной России. — М.: БуксМАрт, 2013.
4. Гончарова А. А. Стены и башни Кремля. — М.: Московский рабочий, 1980.
5. Забелин И. Е. История города Москва. — М.: Столица, 1990. — ISBN 5-7055-0001-7.
6. Колодный Л. Главный Кремль России. — М., 1983.
7. Либсон В. Я., Домшлак М. И., Аренкова Ю. И. и др. Кремль. Китай-город. Центральные площади // Памятники архитектуры Москвы. — М.: Искусство, 1983. — С. 306. — 504 с. — 25 000 экз.
8. Пигалев В. А. Баженов. ЖЗЛ.. — М.: Молодая гвардия, 1980.
9. Слюнькова И. Н. Проекты оформления коронационных торжеств в России XIX века. — М.: БуксМАрт, 2013. — ISBN 978-5-906190-07-9.
10. Фабрициус М. П. Кремль в Москве. — М., 1883.